# ザ・ドラえもんズ スペシャル
『ザ・ドラえもんズ スペシャル』は、シナリオ宮崎まさる・作画三谷幸広による漫画作品。

## 概要
『ザ・ドラえもんズ』を題材にした作品。主に1995年 - 2002年頃まで『小学五年生』（1995年7月号 - 2002年3月号）および『小学六年生』（1995年6月号 - 2001年2・3合併号）で連載された。単行本は全12巻。
あらゆる歴史を舞台にしたストーリーなどバラエティに富んでおり、単行本は最初に全5〜6回の長編、以降は読みきり、あるいは前編後編に分かれたエピソードという収録形式が多い。
長編ではドラえもんズメンバーが全員が登場し、ストーリーも（学年誌としては）シリアスな展開や描写が多い。読みきりではドラえもんズのメンバーのうち一人だけが登場し、そのメンバーが中心となりストーリーが進行する（物語の内容によっては、他のメンバーも登場することがある）。
また（長編、読みきり問わず）恋愛要素なども盛り込まれ、その回のヒロインにレギュラーが想いを寄せる場面も多々あるが、成就した例は少ない（話の展開上、ヒロインのために自ら手を引くなど、悲恋になることも多い）。
学年誌の性質上、歴史上の著名人が登場したり、理科の実験の知識を話に取り入れたりするなど教育的な内容の話も多い。特に長編は歴史的な事件や人物を取り上げつつも、原子炉、プラズマ兵器、さらにはメデューサ、悪魔といった架空の怪物など、多彩なテーマをそれらに組み込んだ独自の設定で、壮大なストーリーを築き上げている。また、全体的に困難に直面した際には、教育的な要素を含む機転を利かせるケースが大半であり、正攻法で突破することはあまり無い。
また、田中道明が描いた漫画版同様、映画を原作にしたストーリーも作られているが、単行本化されておらず内容も一部のシーンがカットされていたり映画本編と異なるシーンがあったりする。
巻末には1995年6月号から2002年3月号まで『小学三年生』で連載された四コマ版ザ・ドラえもんズが収録されており、こちらはオールギャグである。また、1995年7月号から2003年3月号まで『小学二年生』でも連載されていたが二年生のエピソードはほぼ単行本に未収録である。
第11巻収録の「水の価値」は三谷曰く執筆当時に緊急事態が発生し、三谷は下絵だけ描き、たかや健二がペン入れ・仕上げまで手掛けた。この回はたかやの他、西田真基・むぎわらしんたろうも協力している。
他にも連載版ではコマ部分が広告になっている場合もあり、単行本化にあたってスペース分を埋めるために新たにコマが追加されたりコマそのものが描き直されている場合がある。

## 登場人物

### メインキャラクター
※詳しい個人データはザ・ドラえもんズを参照。なお、ドラえもん以外のメンバーのデザインは映画のものではなく、3DOゲーム作品『ドラえもん 友情伝説ザ・ドラえもんズ』に近いものとなっている（キッドの四次元ハットが黒ではなく赤（あるいは青）など）。ただし、口調や性格などは映画とほぼ同じ。
ドラえもん
ドラえもんズのリーダーにして主役。ほぼ全話に登場するが、活躍が少ない。一方、ロボット養成学校編では主役になることも多い。ドラえもんズの中で一番の仲間思いであり、仲間を助けるために自分を犠牲にしたことがある。映画同様、口調や性格はテレビアニメ第2作第1期が基調となっている。一人称は「ぼく」。
のび太
ドラえもんと同じくほぼ全話に登場する。たまに主役を務め、その場合はドラえもんズはサポートに回ることが多い。また、前述した作品の性質上、主役になると普段よりも頭の回転が早くなる傾向があり、原作では考えられないような機転を度々見せる。ごく僅かだが登場していない話が存在する。一人称は「ぼく」。短編ものでは基本的にドラえもんも含めたメンバーを振り回すことが多い。また、当時としては、普及しつつあった、インターネットに挑戦し、とある危機を脱するという活躍もしている。
ドラ・ザ・キッド
アメリカ西部時代（開拓惑星ではない）で保安官助手を務めているタイムパトロール隊員兼ガンマン。明るい性格だが高所恐怖症。愛用の空気砲で戦う場面が多い。ドラえもんとのび太とは西部時代での話で行動することが多い。また、ドラミとの恋愛的内容の話もある。メンバーの中では真っ先に行動をすることが多いが、勢いありすぎて無関係の人々を巻き込むなどトラブルメーカーな存在でもある。また、幽霊を怖がるなど小心者な一面もある。一人称は「オレ」で主な二人称は「お前」（状況に合わせて「貴様」や「あんた」ということも）。のび太のことは「のび太」と呼び捨てにしており、ドジな行動呆れながらも、そのひたむきさを気に入っており、射的の腕も認めている。
王ドラ
中国・カンフーの達人。女の子には弱く、彼が登場するほとんどの話はヒロインが登場している。優秀であり、ストーリーの解説役となることが多い。ドラえもんとのび太とは格闘ものや中国の伝説に関わる話で行動することが多い。恋人は看護婦ロボットのミミコ。一人称は「私」で口調は丁寧。のび太のことは「のび太君」と呼んでおり、基本的には優しいが、生真面目な性格なため、時折のび太の取った行動や考え方に対して、ドラえもん以上に厳しい姿勢を示すことがある。主にメンバーへのツッコミ（特にキッドやマタドーラ）に対するツッコミ役も行う。
ドラリーニョ
ブラジルでノビーニョの世話をしているスーパーストライカー。足の速さはドラえもんズ一。ドラえもんとのび太が暮らす時代で生活している（6人の中で唯一どこでもドアだけで行き来が可能）ため、彼らとはサッカーの話で行動することが多い。映画とは違いこの作品では真面目な姿や、敵に対して啖呵を切るなどの激しい部分が描かれた。物忘れが激しいという印象も少なく、機転を利かせた頭脳プレイを見せることも多い。ロボット養成学校編や四コマでは本来の物忘れが激しいキャラクターとして描かれており、基本的にボケ役である。しかしロボット養成学校編ではそのボケが結果的に役立つことが多い。一人称は「ボク」で映画同様、口調も子供っぽい。のび太のことは「のび太君」と呼んでおり、たまに彼の心理を察してドラえもんよりものび太のためになる行動とることがある。
ドラニコフ
昔のロシアで流浪の旅をしている謎の人。無口というより狼の言葉しか話せないがコサックダンスが得意。丸いものを見るとオオカミに変身する。この作品ではニーナという少女と仲良くなる。ドラえもんとのび太とは恋愛やロシアに関する話で行動することが多い。特技であり短所でもある変身は戦闘や仲間を助ける際に利用し、短所としてはほとんど描かれない。一方、巻末四コマ漫画やロボット養成学校編ではただ周囲に迷惑を掛けるだけのことが多い。基本的に喋らないというより狼語しか話せないため、ドラえもんたちが彼の通訳をすることが何度かあった。一部の4コマで漫画ではのび太のことは「のび太君」と呼んでいる。短編では喋りはしないものの、のび太の手助けをするような行動をとることも多い。
エル・マタドーラ
昔のスペインで肉料理店「カルミン」でアルバイトをしている闘牛士。ドラえもんズ一の力持ちで、怪力やヒラリマント、剣などを使うことや「怪傑ドラ」として登場する場面が多い。ドラえもんとのび太とは王ドラと同じく、格闘ものやスペインが舞台の話で行動することが多い。また、主にヒロインが登場する話が多い。悪い癖であるシェスタ（昼寝）はロボット養成学校編や四コマですることが多く、本編でも第12巻でしている。一人称は「オレ」で女性を「セニョリータ」と呼ぶ。のび太のことは「のび太」と呼び捨てにしており、兄貴分的な役回りになる事が多い。映画では王ドラと対立することが多かったが、養成学校編ではキッドと対立することが多い。
ドラメッド三世
昔のアラビアにてランプの魔神という設定でアラシンの世話をしている魔術師。炎や雷、突風、果ては時間停止やら物質変換など多彩な魔法を操るが、水が大の苦手。しかし、怒ると巨大化する性質を利用して活躍する（4コマ劇場やロボット養成学校編ではドラニコフ同様、周囲に迷惑をかけている）。ドラえもんとのび太とはアラビアやファンタジーものの話で行動することが多い。またドラニコフ同様、主にドラマチックで感動的な恋物語も多いが、その恋のほとんどは失恋となっている。なお、メンバーの中ではデザインが大幅に違っており、耳はターバンで隠れ羽飾りも小さく描かれている（なお、耳は後姿などの角度から見ることができる）。一人称は「我輩」、語尾は「〜であーる」なのは映画と同様。のび太のことは「のび太君」と呼んでおり、メンバーの中で一番彼に振り回されることが多い。また、迷信や都市伝説を信じたり、自身の魔法を他のメンバーにもあると真に受けさせるなどキッド以上にトラブルを起こすことも少なくない。

### サブキャラクター
ドラミ
ドラえもんの妹。西部時代でドラ・ザ・キッドが登場する話によく出てくる。毎回のようにキッドとケンカするが、最終的には必ず仲直りする。
エド
キッドの相棒である馬ロボット。関西弁で話す。空を飛ぶことができる。キッドとドラミの恋愛に対して、よくニヤニヤする。キッドを二人称で「あんさん」と呼んでいる。
寺尾台校長
ロボット養成学校の校長先生。スペシャル本編での出番は少ないが、養成学校編ではたびたび登場する。その際は主に、ハゲ頭をバカにされる、落ちこぼれのドラえもんズたちに激しいツッコミを入れるなど、映画では見られない部分も見せる。ただし、一部の話ではドラえもんズの実力を認めている。TVアニメに一度だけ登場したことがある。
アニー
西部時代の保安官の孫娘（コロコロ版でも同様の設定で登場するが、キャラクターデザインは大きく異なる）。心優しい性格で、クラントンに対しても優しく接する。その容貌は歴史上最高の美女と称されるさる王妃マリー・アントワネットに酷似しており、時空間犯罪者から替え玉として狙われたこともある。
コロ
西部時代に住む小犬。性別はメス。キッドが拾い、警察犬として育てている。
クラントン
西部時代で悪行を働いていた髭面の男。キッドに捕まって以来、脱走してキッドに仕返しするが必ずキッドに捕まってしまう。卑劣な性格（キッド曰く「バカで悪党面で最低の野郎」）だが、9巻では自分を優しく接してくれたアニーを助けた。
ミミコ
王ドラの恋人である看護ロボット。普段は優しいが、怒ると結構怖い面があり、他の女の子にデレデレする王ドラに嫉妬し、殴り飛ばした。
張先生
王ドラが修行している道場の師範。王ドラに拳法や無心になる方法を教えている。
ニーナ
ロシアにすむ少女。幼い頃、両親を亡くし子犬と暮らしている。不良に絡まれていたところを市長の息子・イワノフに変装をしたドラニコフに助けられた。歌で皆を幸せにさせるために歌手になるのが夢であり、ドラニコフのおかげで歌手になれた。最初はドラニコフのことを知らなかったが、子犬が正体に気づいていたため、ドラニコフと仲良くなった。
カルミン
マタドーラが働いている肉料理店「カルミン」の看板娘。幼い頃、闘牛士を目指していた兄のカルロスが事故に遭ってしまって以来、悪夢にうなされていたが、闘牛士になって家に戻ってきたカルロスの呼び掛けで悪夢から解放された。のび太とドラえもんズ以外で唯一、怪傑ドラの正体がマタドーラであることを知っている人物である。
アラシン
ドラメットが世話をしている少年。国の王女であるシズミンとは仲が良い。
シズミン
アラシンの友達であり、アラビアのとある国の王女。外見は、しずかに似ている。王女であるため、悪者に狙われている。
ノビーニョ
ドラリーニョが世話をしている少年。ロボット養成学校時代にタイムマシンの航時演習の失敗で現れたドラリーニョと出会い、友達になった（しかしドラリーニョの頭が悪すぎたせいで次の日には忘れられていた）。やや気が弱い所があり、シュートをする時に失敗を恐れていたため、落ち込んでいたがドラリーニョが連れてきたコーチの特訓とチームメイトのマルコの励ましで弱点を克服した。
マルコ
ノビーニョのチームメイトであり、親友。口は悪いが、仲間思い。ある事情で転校することになり、最後の試合でノビーニョに欠けている勇気を出してもらうためにわざとノビーニョとケンカした。最後の試合でノビーニョが決勝点を決め、再会の約束を交わした。
イザミー
ドラリーニョが一目惚れした彼女。外見と名前から女の子に見えるが、実は男の子。ドラリーニョのファンでいつか彼のようなサッカー選手になることを夢見る。このことを知らないドラリーニョは試合後、彼女にデートを誘おうとするが、イザミーが男だと知ったドラえもんたちはドラリーニョに何と言おうか戸惑っていた。
のび太のパパとママ
話の初盤や終盤で登場している。また、この作品にはパパの故郷の話がある。
しずか、ジャイアン、スネ夫
話の序盤や終盤のみ登場。スター・システムとして、彼らに名前や顔、性格がそっくりな人物が登場することもある。
出木杉、のび太の先生
しずかたちと同じく、話の序盤や終盤で登場するが、3人よりも出番は少ない。
のび太のおばあちゃん
のび助の母親。原作同様既に亡くなっており、原作第4巻の「おばあちゃんの思い出」の後日談として生前の姿が登場している。
バイオリンの少女
のび太のママが持っていた写真に写っていた少女。バイオリンを持って泣いていたため、その訳を知るためにのび太やドラメッドが過去に向かったが、実際はバイオリンコンクールで優勝した際の嬉し涙であった。その正体はしずかのママの若い頃である。

### ゲストキャラクター・悪役
ここでは、長編に登場したゲスト・悪役のみ記述する。

#### 妖界大決戦
座敷童
妖怪の世界「妖界」に住まう妖怪。本作ではおかっぱ頭の女の子の設定である。百目王の支配から妖界と人間界を救うため、百目王を封じることができる「魔鏡」を奪い、人間界に逃げて来た。そこでドラえもんたちと出会い、協力を求める。
100年前までは人間界に住んでいたが、やがて人間たちが妖怪の存在を信じなくなったため、妖界に戻っていたという。
天邪鬼
妖界に住む妖怪で、座敷童の幼馴染。調子のいい性格で、当初は座敷童に変装してドラえもんズを騙し龍神と戦わせたが、ドラえもんズが龍神を倒したことであっさり寝返り、自分も仲間にしてくれと頼む。
最終局面にて罪そのものと化して人間界を襲おうとした百目王に「自分が死んでも誰も悲しまない」と言って降魔の剣で斬りかかる。その結果、命と引き換えに妖界と人間界を救うが、ドラえもんズたちが願ったことで龍玉により魂を再生され、復活する。
龍神
神となった龍。本来の姿以外にも人間の老人の姿を取ることもある。妖界が始まって以来、異世界の魔の手から妖界を守っていた。王ドラ曰く史上最強の肉体を持ち、遠吠え一つで妖界そのものを震わせるほどの力を有する。ドラえもんズの力を試すために襲い掛かり圧倒的な力で苦しめるも、キッドの作戦により体内からドラメッドの魔法で焼かれ、敗北を認めた。その後はドラえもんズに龍玉を託し、百目王との最終決戦時には龍の姿でドラえもんズに加勢した。
百目王
半年前に突如として妖界に現れた強大な妖怪で、大量の目を持つ。妖怪たちを支配し、人間界に攻め入ろうとした。目からは一度見た妖怪を影として無限に生成することができる（本人より実力は劣る）。
実は居城である妖血城こそが本体であり、その大量の目は人間界における戦争や自然破壊といった「罪」が具現化したものだった。魔鏡、魔封剣、龍玉という三種の神器が融合した「降魔の剣」により、真っ二つにされて倒された。その後、罪そのものとなって人間界に溢れ出そうとするが、降魔の剣を手にした天邪鬼の捨て身の攻撃で切り払われ、消滅した。しかし再び罪が繰り替えされれば復活するという。
一角大王
百目王の配下の妖怪で、逃げ出した座敷童を仕留めるために人間界に派遣された鬼。あらゆる物理攻撃や魔法が通じない不死身の肉体を有する。素手でも王ドラを子供扱いするほどの身体能力を持ち、戦斧を振るい相手を切り刻む。あらゆる攻撃をものともせずにドラえもんズを追い詰めるが、ドラリーニョが「どこでもドア」と「通り抜けフープ」で地球の真裏から日光を浴びせたことで肉体がドロドロに崩壊してしまう。しかし、死ぬ直前にドラリーニョに角をへし折って突き刺し、呪いをかけて半妖化させてしまった。
韋駄天
妖界の入り口である迷いの森の番人。大鎌を武器に使い、百目王に逆らった者たちを斬り殺していた。秒速150㎞の雷を難なくかわし追い越してしまうほどの素早さを持つが、その速度を逆利用され（その際には「この速ささえあれば、俺は百目王をも超えたぞ!!」と慢心していた）、「ビデオ式なんでもリモコン」で加速させられすぎて大気摩擦で焼け死んでしまった。
人面樹
迷いの森で人々を惑わせる樹の妖怪。常に嘘の証言をし、人々を迷わせて野垂死にさせるが、「絶対に本当のことを言わない」という習性を利用され、ドラえもんに「ソノウソホント」をはめられて脱出口を開かれてしまう。
さとり
猿に似た妖怪。相手の心を常に読むことができる。人間の心を読み、怒りや混乱のエネルギーを餌とする。その能力でドラえもんズを攪乱したが、気絶したのび太を「石ころ帽子」で存在感を消したドラえもんが「人間リモコン」で操ると対処できず、あっさり闇討ちにされた。その後、持っていた武器「魔封剣」を天邪鬼に盗まれる。
上級妖怪
このほか、両面スクナ、牛鬼、ぬえ、土ぐもが妖血城の番人として登場する。
再生妖怪軍団
百目王によって召喚された妖怪の影。鬼、河童、一つ目小僧、がしゃどくろなど数多く登場したが、上級妖怪に比べると格段に戦闘力は下がる。

#### 時空の魔神
エルド
インカ帝国の皇子。魔眼で洗脳されたスペイン兵に殺されそうになった所をドラえもんズに助けられ、以降行動を共にする。
本作ではインカ帝国は2万年前に滅亡したアトランティスの生き残りが建国したという設定であり、彼はアトランティス人の子孫ということになる。チチカカ湖の湖底の神殿にて初代インカ王の魂からインカ（アトランティス）の秘術（地球のエネルギーである「気」を集約するもの）を受け継ぎ、ノストラダムスとの最終決戦にてドラえもんズの協力によって秘術を発動させた。
時の巫女
ドラえもんズの行く先々の時代に現れる謎の少女。記憶を失っており、常に聖母マリアのような人形を抱えている。彼女の現れる場所で魔眼による洗脳が起こるため、一時は事件の張本人であるノストラダムスではないかと疑われるが、実際は彼女が抱えている人形こそがノストラダムスであった。ノストラダムスが正体を明かしてからは記憶を取り戻し、ドラえもんズと共に戦いに赴く。インカの秘術によって発動した「気」（スフィンクス、ナスカの地上絵のコンドル、モアイを模した形をしている）を浴びて弱体化したノストラダムスを時空の裂け目に封印した。
正体は時の見張り役であるが、それが何なのか明確に説明はされていない。かつて、転生しようとタイムホールに逃げようとしたノストラダムスを封じようとしたが逆にやられ、記憶を失っていた。
また、連載時と単行本版では目つきが変わっているが、これは単行本化に当たって変更されたものである。
クリストファー・コロンブス
アメリカ大陸を発見した航海士。劇中では魔眼によってサンタ・マリア号の乗組員共々洗脳され、ドラえもんズと戦うが鏡によって正気に戻る。
なお、実際のコロンブスはアメリカ大陸を最期までアジアと思い込んでいたが、本作では「新大陸を発見したのか!」「これで、後世にまで残る名誉と莫大な利益は私のものだ!」などと自覚している。
スペイン軍の提督
インカに友好を結びに来たスペイン軍の総督。魔眼によって操られ、インカを滅亡させようと暴れ回るが、マタドーラが割ったチチカカ湖の湖面を見て正気に戻った。
ビラコチャ
インカの地下神殿に祭られていた巨大な石の神像。地割れに飲み込まれたマタドーラがくっつけた「ロボッター」で動かされ、スペイン兵相手に大立ち回りを演じるが、ノストラダムスに操られてしまう。
ノストラダムス
本作での設定は二万年前のアトランティス文明に存在した預言者であり、予言を自らの手で実行すべく時空を暗躍する。赤い魔眼を有し、眼を見た者（ロボットですら）を一瞬で洗脳することができる（鏡や水面で自らの姿を見ると元に戻る）。魔眼の力で彗星の軌道を変え、本来は外れるはずだった1999年の大予言で地球滅亡を目論んだ。また、指先から雷を放つ魔法を使うことが可能であり、短時間でイースター島を更地にしていた。しかし遺跡はあくまで「気」の停留所にすぎず、最後はドラえもんズによって封印を解かれたインカの秘術により邪悪のエネルギーを浄化されて弱体化、時の巫女によって時空の裂け目に封印された。

#### 戦国の覇王
武田信玄
戦国武将。川中島の戦いにてバンパイア・サイボーグを軍師として起用していたが、実際はバンパイア・サイボーグに利用されていただけであった。洗脳したドラメッドを影武者として戦に向かわせるが、マタドーラがこれを倒し、正気に戻した。そのため、バンパイア・サイボーグから見切りを付けられる。
なお、劇中ではドラメッドとマタドーラの戦いが武田信玄と上杉謙信の一騎討ちとして認識された。
織田信長
戦国時代に活躍した戦国武将。桶狭間の戦いの最中にのび太たちを今川の忍者と勘違いし、襲い掛かったところをショックガンで気絶させられる。その後は人間ラジコンで操作される形で合戦に向かい、気が付いた時には勝利していた。
羽柴秀吉
後に天下を統一する戦国武将。東北弁を話す。京に向かっていた最中、バンパイア・サイボーグの襲撃を受けた際にドラメッドたちに助けられる。この時、顔の怪我の治療にのび太が包帯代わりにタイムふろしきを巻いてしまったため、顔だけ退化してしまい歴史に語られるような猿顔になってしまった（元々は凛々しい顔だった）。しかし「男は顔じゃない」という考えの持ち主だったため、笑って許す。その後はドラメッドたちの協力で天王山の戦いに赴く。
徳川家康
戦国武将。ドラえもんの回想に一コマ現れただけで台詞はない。顔がドラえもんに似ている。過去に飛ばされたドラえもんとドラニコフに出会い、ドラえもんが自分の影武者になることを条件にドラえもんズを探す協力をする（ドラニコフはドラえもんの従者として忍者の格好をしていた）。
戦いの後はドラえもんズによって事件の記憶を消されるが、絵師の記憶を消すのを忘れていたため、ドラえもんの絵が家康の肖像画として歴史に残ってしまった。
今川義元
桶狭間の戦いで織田軍に敗れた戦国武将。本作では既にバンパイア・サイボーグに殺害されているようで本人は登場しない。洗脳された王ドラが義元に成り済ましていた。
明智光秀
信長を倒した武将。毛利軍と戦っていた秀吉を迎え撃つ。本人は作中には姿を見せていない。最後はキッドがタイムマシンを暴走させたことにより、自軍ごと時空の彼方に飛ばされた。その後の消息は不明。
バンパイア・サイボーグ
他者の生気を吸い取ってエネルギーに変換する、22世紀のハイブリッド兵士。危険過ぎるために廃棄処分となったが、本当は生みの親から失敗作と馬鹿にされ、その内の一体が脱走し自らの最強を証明するために戦国時代に介入した。天王山の戦いにて明智光秀の軍を嗾けてドラえもんズを追いつめるが、キッドが捨て身でタイムマシンを暴走させ、明智軍ごと頭部を時空の彼方へ飛ばされる。その結果、数日前に時空転移し、胴体が無いためにそのままエネルギー切れを待つのみとなったが、ドラえもんにエネルギーを分け与えられ、同時にお世話ロボットの優しい心を得て改心。家康に扮したドラえもんと共に天王山に向かい、胴体の自爆装置を解除した。その後、時空改変が失敗したのもあって情状酌量され、お世話ロボットとして生まれ変わった。

#### ロストワールド
ポッポ
倒れていた所をのび太によって発見された伝書鳩。名前はのび太が付けた。足に恐竜の映像が入ったフィルムを巻き付けており、このフィルムに刻まれていたSOSの文字でドラえもんズは旅立つ。
飼い主はロストワールドの生物学者であり、ゾロの計画を止めるためにメッセージを送っていた。
ウノ
ロストワールドで出会う謎の少女。記憶を失っているかと言えば、笛で恐竜を操っているような素振りを見せたりと怪しい点が多く、彼女に一目惚れしたドラリーニョ以外からは疑われる。
その正体は生物学者の娘のクローンの一人。「ウノ」とは一号の意味であり、ゾロに洗脳された二号（デュオ）、三号（トレス）、さらに覚醒していない無数のクローンが存在する。クローンとして造られたため、今までの記憶がない。横笛で恐竜に命令を下すことができるが、二号と三号が同時に出す攻撃命令には太刀打ちできないため、最後はそれを逆手に取ってドラえもんズの勝利に貢献した。
デュオ、トレス
ウノの妹たち。ゾロによって操られ、クローン恐竜を嗾けてドラえもんズを強襲した。最後はゾロが死亡したことで正気に戻り、ウノと共に中生代へと飛ぶ島と運命を共にした。
生物学者
未来の生物学者で本名は不明。事故で死んだ娘をクローンで蘇生させることを望んでいたが、22世紀では生物のクローンは禁止されているため、ゾロの甘言に乗って「ディノサウロイド計画」に加担していた。
ゾロが倒された後はウノ、デュオ、トレスと共に島ごと1億5千万年前の中生代へ時空転移し、そこで静かに暮らしているという。
プテラノドン
ロストワールドに生息しているプテラノドン。3匹の子供を育てている。煤で汚れていたのび太を自分の子供だと思い、巣に連れて行った。ティラノサウルスに襲われていたところをドラえもんズに助けられた。その後、成長促進ライトで成長した子供と共に、ドラえもんズをサポートする。
クローン恐竜
上記のプテラノドン（翼竜）の他、ティラノサウルス、トリケラトプス、デイノニクス、サイズモサウルス、アンキロサウルス、パキケファロサウルスが登場。また、骨としてステゴサウルスの全身骨格が登場している。
ゾロ
クローン恐竜で過去の哺乳類を絶滅させることを目論む。22世紀の生物学者を利用し、クローン恐竜を作らせていた。恐竜と人間の融合体「ディノサウロイド」（恐竜の腹に人間の顔が融合した醜悪な怪物）となり、ドラえもんズと戦う。腹部の口からは「竜酸」という、岩石をも瞬時に溶かす消化液を放つ。ドラえもんズが「無生物催眠メガフォン」で疑似的にモビルスーツ化させた恐竜の白骨死体を破壊寸前まで追い込むものの、消化液をドラリーニョの空気砲に跳ね返され、怯んだ所を溶岩に突き落とされて死亡した。

#### 旅の霊夫
シャーロック・ホームズ
名探偵。旅の霊夫に盗まれたのび太の思い出を取り戻すため、架空人物たまごで呼び出された。劇中の謎を解いたのはほとんど彼である。
アルセーヌ・ルパン
怪盗紳士。旅の霊夫と行動を共にし、数々の謎でドラえもんズを苦しめる。
その正体はホームズと同じく架空人物たまごで呼び出された架空の人物である。家出したのび太が無人島でスペアポケットを猿に盗られた際、偶然落ちた架空人物たまごから召喚され、ポケットを取り戻した。その後、のび太が旅の霊夫を演じる協力をしていた。
旅の霊夫（たびのレオ）
両親に叱られて家出しようとしたのび太から、両親とドラえもんに関する記憶を奪った。その正体は別の時間からやって来たのび太自身であり、家出の失敗によって家族の大切さを知ったため、過去の自分に家族の有難みを教えて家出をやめさせるべくやって来た。「旅の霊夫」とは「おれのびた（俺、のび太）」を逆さにしたもの。
ガリバー
遊園地「ドリームランド」のアトラクションの一つ。小説『ガリバー旅行記』をモデルとしたエリア「ファンタジーエリア」のシンボルである巨像。旅の霊夫を探すドラえもんズが魂ステッキで人格を与えたが、旅の霊夫により暴走させられ、キッドの機転により倒された。

#### クレオパトラの眠り
クレオパトラ
古代エジプトプトレマイオス朝の女王。エジプト王家の秘宝を封印しようと考えており、なりきりプレートでアントニウスに成ったのび太を頼る。
その正体は現在は存在しない太陽系第五惑星人の生き残り。第五惑星人はプラズマ兵器によって母星を破壊してしまったため、この地球に移住。コールドスリープを繰り返し、エジプト王家として国を統治していた。そのため、現代を超える科学力を有する。ミイラやピラミッドは、第五惑星文明を現地のエジプト人たちが模倣したに過ぎないらしい。
大神官に洗脳され、秘宝の正体である「最終兵器スフィンクス」のキーにされてしまうがのび太の奮闘により正気に戻る。戦いの後は自分を受け入れてくれる時代が来るまでコールドスリープに入る。最後まで目の前のアントニウスが本人ではなくのび太であることに気付かなかった。
マルクス・アントニウス
ローマの執政官。アクティウムの海戦を前に暗殺者に襲撃され、何ら不利な状況ではなかったが、のび太を庇ったことで大怪我を負ってしまう。その後、自分を庇ったアントニウスに報いるためになりきりプレートでのび太がアントニウスに成り代わり、クレオパトラを守ると誓う。本物は四次元空間で静養に入るが、その間に戦いは終わってしまい、以降は記憶を消されて一般市民として生きていく。
オクタビアヌス（ガイウス・ユリウス・カエサル・オクタウィアヌス）
ローマの執政官。後のローマ帝国皇帝。劇中ではエジプト王家の秘宝を奪うために、秘宝を封印せよというジュリアス・シーザーの遺言に背いてエジプトに攻め込む。結果的にそれがスフィンクス起動の切っ掛けになってしまい、自分の行為を悔いる。大神官に立ち向かうも敗れ、ボロボロになりながらクレオパトラを救おうとするのび太（彼らにとってはアントニウス）の姿にシーザーの真意を悟り、のび太の後押しをしてバリアを突破させて気を失う。
大神官
クレオパトラに仕えるエジプト王家の大神官だが、その正体はかつて存在した太陽系第五惑星の住人。大神官はコールドスリープに失敗して肉体が腐食。次のコールドスリープに就くことができなくなり、その反動で世界支配を目論むようになった。最終兵器スフィンクスの圧倒的な力でドラえもんズを追い詰めるも、スフィンクス操作のキーであるクレオパトラがのび太によって正気に戻ったため、自爆装置を起動。地球を破壊するほどの威力があったが、次元爆弾で宇宙の彼方へ転送させられ、爆発に巻き込まれて死亡した。
オシリス像
王家を護衛するガードロボット。真っ暗な中でもノクトビジョンで敵を攻撃する。杖からビームを放ち、巨体に見合わずキッドの空気砲も難なく迎撃するほどの敏捷性を有する。水に落ちて体温が下がったのび太を無視したことを王ドラに見透かされ、ドラニコフの火吹きが巻き起こした火災に気を取られたところにドラメッドの落雷を受けて爆発四散した。
スフィンクス
王宮地下に鎮座する「守護神」。その正体は第五惑星最強のロボット兵器であり、クレオパトラの声帯認証で起動する。
体内に埋め込まれたプラズマ兵器は史上最強と呼ばれる火力を有し（22世紀でも「あまりに危険なため研究すら禁止されている」らしい）、太陽内部と同様の反応を起こすことにより生成した「小型太陽」を口から射出し敵を焼き尽くす。大神官が最初に発動させた際にはローマ全海軍の1/2を瞬時に蒸発させた。
ドラえもんズの四次元ポケットにより自らが発射したプラズマを全方位から浴びせられるが小揺るぎもせず、ローマ軍の総攻撃やドラえもんズの集中砲火を浴びてもビクともしなかったものの、のび太がクレオパトラを解放したため、大神官により強制自爆させられた。

#### 伝説の豪華客船
ローザ
タイタニック号に乗船していた女性。バイオリニストになるのが夢でアメリカに留学するために船に乗っていたが、タイタニック号に満ちる悪意に気付き、怯えていた。襲われたり落下したりするたびにキッドに助けられるが、その助け方が乱暴だった（投げ縄を足に巻いて宙吊りにされるため、パンツ丸見えの状態となってしまっていた）ため当初はキッドを野蛮人と呼んでいた。しかしその後に自分を信じたキッドを信頼し、無事にニューヨークに着いたら一曲弾くことを約束する。
最後は悪魔と共に海に落ちてしまう。彼女は死んだと思い込んで悲しみのあまりキッドの思考回路はショートしてしまうが、実際は運よく救命ボートに引き上げられており、彼女の孫が現代で代わりにキッドを待っていた。
悪魔
時空の狭間に潜み、生物の恐怖を喰らう時空間生物。氷河期で絶滅の危機に瀕した悪魔たちの一部は氷の中に封じ込められたが、タイタニック号が激突した氷山にその一体が潜んでおり、船に卵を産み付けて時空間へ逃走。その卵から孵化した悪魔が沈み行くタイタニック号の乗客、乗組員たちの恐怖を喰らって成長した。いかなる攻撃も通用しなかったが、キッドの空気砲で爆発したフリーズガンで氷漬けにされた。その後はタイムパトロールに引き渡された模様。

#### 消えた王国
スピカ
蜃気楼王国「光彩」の女王。小ビンにホログラフを投影し、王国を救う勇者の到来を待っていた。しかし実際の彼女はロボットを奴隷と呼ぶ冷たい印象で、ホログラフのことも狼狽しながらも知らないと言い放つ。国を守るため、光彩に巣食う砂獣に生贄を捧げていた。
光彩とは元々シルクロードに発展した王国で、巨大原子炉を所有するなど高度な科学力を持っていたが、異国の侵略から免れるために原子炉のエネルギーで王国ごと異次元に逃れていた。しかしその結果、原子炉から漏れる放射能によって科学者は全滅。生物が異形化し、人々を苦しめていた。
砂獣との戦いを通じてドラメッドと心を通わせ、光彩を救った暁にはご褒美として本当の笑顔を見せて欲しいと頼まれる。戦いの後、修復した原子炉のエネルギーで王国ごと三次元に戻ろうとするが、完全には出力は上がらず、ドラメッドは彼女だけでも元の世界に連れ出そうとする。しかし、800年も時間の外にいた光彩の住人であるスピカではウラシマ現象が起きてしまい、三次元に戻ると800年が一気に経過して死亡してしまうという。そのため、光彩に残ることになるが、ドラメッドは自分も残ると主張する。しかしスピカはドラメッドを帰すために敢えて冷徹な女王を演じ、去り際に涙ながらに想いを伝える。現実に戻ったドラメッドにホログラフを通じて彼の想いに応えた。
光彩からの生還者
光彩からただ一人生還した男。ホログラフの入ったビンを持ち帰ったが、正常な精神ではいられなかった。光彩を「この世で最も美しく最も恐ろしい国」と称し、ビンのホログラフを見せると錯乱状態に陥る。
元々は光彩にて砂獣の生贄に捧げられるところだったが、勇者を夢見たスピカにビンを託され逃がされていた。その結果、砂獣が街を襲うことになった。
砂獣
蜃気楼王国「光彩」の生き神。その正体は原子炉の放射能で巨大化したアリジゴクである。生贄として捧げられるはずののび太が救出されたため、光彩の街を破壊し始める。ドラえもんズは砂獣を巨大スモールライトで縮小する作戦を実行するが失敗。しかし、ドラメッドが放った成長促進ライトを浴びて無害な成虫となった。
その他、原子炉には五本足のヤモリや巨大な吸血蝙蝠なども生息している。

#### 大流星の謎
イリス
ギリシャ・ロードス島にいた謎の少女。メデューサの危険性を訴え、隕石の調査船を妨害して船員に追われていた所をドラえもんズと出会う。自分を助けてくれたマタドーラをペルセウスと呼び、メデューサに対抗できるバトルスーツ「ペルセウス」の元へ導いた。DNAにナビゲーターの記憶を刻まれているため、ペルセウスの搭乗者と意識をシンクロさせることによるナビゲートが可能。
メデューサを撃破した後はマタドーラを初めて名前で呼び、キスをして去って行った。だが、彼女の明確な正体については語られることはなく、王ドラは「女神だったのかもしれない」と言っている。実際、最後は海に向かって去って行く描写がされている。
ペルセウス
超古代ギリシャで作られたバトルスーツ（巨大ロボットではなくパワードスーツのため、操縦者の顔部分は剥き出し）。のび太曰く「かっこいい! アニメのスーパーロボットみたい!」なデザイン。鏡のように光り輝く楯と強力な剣を有する。
イリスと精神をシンクロさせたマタドーラが搭乗してメデューサと戦い、武器と両腕を潰されながらも、メデューサを石化させることに成功した。
メデューサ
目を合わせた者を石に変える怪物だが、その正体は隕石に擬態して惑星間を移動する宇宙生物。巨大な生首そのものの姿をしている。かつて別の個体が地球に襲来したが、バトルスーツ「ペルセウス」によって撃退され、その様子は神話として語り継がれていた。その時の体験を古代ギリシャ人がDNAにインプットさせて後世に語り継がせたため、存在しているだけで人間の子供に蛇の夢を見させる（大人には影響がない）。
大流星に擬態して地中海に降下し、地球全生物を食い尽くそうと目論んだ。ドラえもんズを次から次に石化させていき、ペルセウスに搭乗したマタドーラと死闘を繰り広げる。その際、神話通り自らの石化光線を楯で反射されあと一歩の所まで追いつめられるが、マタドーラが石化しかけたのび太を救うことに気を取られた隙を突いてペルセウスの両腕を破壊。更に崖から突き落とし、マタドーラを石化させてとどめを刺そうとしたが、ペルセウスから漏れ出した燃料が鏡代わりとなり、自らを石化させてしまう。そのまま地面に激突して砕け散り、石にされた者たちは全て元通りになった。

#### 女王の伴侶への道
セシル・トーレ・パピリオ
昆虫惑星インセクターの蝶族パピリオで王位継承者。三日後に即位式を控えるが、魔女ペペにより命を狙われる。無事即位できればドラえもんズ（＋のび太）の中から一人を伴侶にするという条件でドラえもんズは護衛を務めることになる。
王族は二度の脱皮を経て宇宙一美しいと言われる最終段階になる。初期形態はほとんど昆虫の姿だが、一度目の脱皮により美少女の姿になった。しかしプライドの高さ故に非常にわがままで、次々とドラえもんズは愛想を付かして去って行く。自分のために必死に戦い、傷付いていくドラえもんズの姿に徐々に心情に変化が現れる。
ペペとの戦いの後、最終脱皮を経て即位する。しかし王族は最終脱皮の際に性別が選択できる性質であり、「弱い者のために命を掛けて戦うバカ」である男の素晴らしさに目覚め、最終脱皮した後は逞しい男性になっていた（結果、女王ではなく王として即位した）。最後に残ったのび太を約束通り伴侶にしようとするが、当然人間は性別が変えられないので破談となった。
じい
セシルに仕える蝶族。セシルの我儘ぶりに手を焼いているが、いざセシルの身に危険が迫れば自ら武器を振るって戦う。セシルが無事に即位できればドラえもんズたちの中の一人をセシルの伴侶にすると約束する。魔女ペペとの戦いで重傷を負うが、最終脱皮したセシルの「王家の春の光」で回復した。
カブト戦士
魔女ペペの刺客の一人であるカブトムシ。マタドーラが簡単に力負けするほどの怪力と、空気砲を物ともしない堅い装甲を持つ。しかし地球のカブトムシと同様、外骨格の羽の下にある背中が弱点であり、飛び上がった際に背中をマタドーラに槍で突かれて敗北した。その後は更なる刺客が来ることを告げて逃走するが、最後は「王家の春の光」で回復した。
ガメ
魔女ペペが送り込んだ第二の刺客であるタガメ。実際のタガメ同様に獲物の血肉を吸ってミイラに変える他、爪による水中からの攻撃で「水中の殺し屋」の呼び名に違わない凶暴さを誇る。しかし普通のタガメと同じ「水中では呼吸ができないため、尾の先の管で外の空気を吸う」という性質を突かれ、キッドが敢えて水面に火を起こしたことで呼吸ができなくなり、水中から飛び出した所を空気砲で倒された。後に「王家の春の光」で回復する。
ケラの坊や
パピリオ城の近くの森に住むケラ。東北弁のような口調で話す。セシルのためにトンネルを掘ったものの「こんな臭くて汚い穴は通りたくない」と断られて落ち込む。しかし後にセシルが反省したため、一行は彼のトンネルを通ってパピリオ城に向かうこととなった。パピリオ城で兵士の攻撃から身を挺してセシルを庇ったが、戦いの後は「王家の春の光」で傷が癒えた。
最強の刺客
魔女ペペが送り込んだ第三の刺客。当初は味方を装い、セシルを「あの上品な身なりなら信用できそう」と油断させた後にセシルと王ドラをウツボカズラの中に突き落とし、消化させようと目論んだ。その正体はウツボカズラと共生する蚊であり、ウツボカズラの消化液程度は効かない。しかし王ドラが捨て身でグレードアップ液を使い、消化液を強力なものにしたことでウツボカズラが溶けて作戦は失敗。「美しい」と自負する顔も醜く焼け爛れ、絶叫しながら逃走した。最終的には「王家の春の光」で治っている。
魔女ペペ
セシルの命を狙うカマキリであり、パピリオ王国の支配を目論む魔女。王位継承者であるセシルを抹殺して王位に就くべく刺客を差し向ける。最後はドラニコフの決死の攻撃に倒れるが、最終脱皮したセシルの「王家の春の光」で回復、改心した。

#### 時間犯罪者
ピノキオ
昔のイタリアで暮らしているロボット。実は難病を抱えたゼペットの孫であり、元の人間の体を手術するまで脳を心情反応合金で作られたロボット型の保管機に移植されていたサイボーグ。生意気な性格だが、本当は友達思い。ウソをつくと鼻が伸びる。
話の終盤でロバ型ロボット医師による手術が成功し、元の人間の体に戻ることができた。
ゼペット
ピノキオの祖父であり、ドラえもんたちを作った未来のロボット工場の技術者。未来で禁止されている心情反応合金を使ったことにより、指名手配されているが、実は心情反応合金を狙うブラックシャークから守るための作戦だった。
カルロ
イタリアに住む村の少年。ピノキオと仲が良く、話の終盤までピノキオやドラえもんズと共に行動していた。実は後に童話『ピノキオの冒険』の作者となるカルロ・コルローディー本人であり、自分が見てきたことを『ピノキオの冒険』として書くことになる。
時空間海賊ブラック・シャーク
キツネのようなマスクを被った時間犯罪者。赤いマスクを着けているのがボスで、ネコ型のマスクを被っている手下が2人いる。相手の武器に自動で反応し相手を襲う「カウンターアームズ」というひみつ道具を装着している。心情反応合金を狙うが、キッドの発射した空気砲で撃ち抜かれたボンベから放出された酸素ガスに気付かずミサイルを発射したせいで自滅する。

#### 人類滅亡を阻止せよ!
メテオ
テンガロンハットとアイマスクが特徴である時間犯罪者。目的のためなら実力行使を厭わない性格。
22世紀の政府に「21世紀の地球に人類滅亡規模の小惑星を落とされたくなければ、大金をよこせ」と恐喝し、時空乱流で現代に到達しようとするタイムパトロールを妨害した。ドラえもんたち（ドラえもん、のび太、現代にいたキッド）によって捕縛されるも、コンピューターには予め自分以外の者が入力すると人類滅亡規模の小惑星が自動的に地球に接近するようにプログラムを入れており、キッドのミスにより作戦は成功した。隙を見て逃亡するも、再びキッドに捕縛される。
ドラえもんズの宇宙船・セブンキャッツ号に乗せられ、ミサイルで小惑星を阻止しようとするキッドを妨害するが、これが返って人類滅亡を阻止してしまうことになった。人類滅亡を阻止され、悔しまぎれにキッドに体当たりをするが、転んで自滅した。最終的にはタイムパトロールに逮捕された。

## ザ・ドラえもんズ スペシャル ロボット養成学校編
『小学四年生』1995年6月号から2002年3月号まで連載された、本作の前日談とも言うべき作品。全3巻。当初の『四年生』の連載は『五年生』、『六年生』と同じ形式だったが連載途中でロボット養成学校編にシフトした。
こちらは三谷幸広の単独の作品で、宮崎まさるは関わっていない。本編とは異なり、全て一話完結の構成となっている。本編にあるようなシリアスさはほぼ皆無に等しく、たまに感動回を織り交ぜつつも、全体的に荒唐無稽なドタバタギャグが展開される。また、一部の回では青いドラえもんが登場する現在のエピソードがある。

### ロボット養成学校編の登場人物
先生
ドラえもんズのクラスの担任教師ロボット。外見、性格共にのび太たちの先生によく似ている。バカ騒ぎを繰り広げるドラえもんズに頭を抱えている。『2112年 ドラえもん誕生』でも先生似の「きびしいロボット先生」が登場したが、本作ではよりのび太たちの先生に近いデザインとなっている。
ドラクロ
ドラえもんたちのクラスメイト。暗い性格で目立たない存在であり、人気者の王ドラを妬んで「アベコベチップ」を使った事件を起こしたが、アベコベチップで頭脳明晰になったドラリーニョに諭されて改心した。しかし元に戻ったドラリーニョに忘れられてしまった。短いヒゲが三本なのは彼のみである。
後にドラリーニョの所属するサッカー部に入った模様。
デキ丸
クミという女の子の世話をしているお世話ロボット。病気で入院している最中にクミが寂しくならないように、ドラえもんズがデキ丸のコピーロボットを作るが、それが元で騒動が起こる。
ミヨ子
寺尾台校長の孫で、外見は何一つ似ていない美少女。サッカーをすればドラえもんズが翻弄されるほどに運動神経が良い。突然変異した新種のウイルスに侵され、命の危険にさらされるが、ミクロサイズになって体内に潜ったドラえもんズに救われる。
ミニドーラ
マタドーラが学年誌「ロボ学四年生」の懸賞で当てた「二世たん生セット」から誕生した子供ロボット。マタドーラの愛情を受けて育つが、最後は同じ二世たん生セットから生まれたティラノ二世（親のティラノロボがスパルタ教育を施したせいで狂暴化した）からマタドーラを守るために自爆した。その回路は「よい子回路」と名付けられて新しい二世たん生セットに組み込まれたが、それから生まれた二世ロボは突然居眠りする癖が付くようなった。
シンドラバッド
ドラえもんズの先輩で、養成学校を一位の成績で卒業した秀才。ドラメッドが全く太刀打ちできないほどの魔術の腕を持つ。
バグー
古代神殿に祀られている眠りの神。神像に向けて見たい夢を祈るとその通りの夢が見られると言われている。言い伝えだけではなく実際に存在するのだが、それ故に祈り方を間違えると永遠に覚めない眠りについてしまう可能性もある。なお、本来の姿は神像とかけ離れた頭身の低い姿である。本人曰く、神像は人間が勝手に作ったものとのこと。
一本杉
養成学校の裏山にある一本杉。裏山の開発計画に反対したドラえもんズが植物自動化液で動けるようにしたもの。「おいどん」「-でごわす」といった鹿児島弁で話す。ドラえもんズと親友になるが、腐った植物自動化液を誤ってかけたために動き出した木々を止めるため、自分もろとも中和剤を浴びて元の杉に戻る。
別のエピソードで空気砲で倒されてソリ替わりに使われたこともある。
悪魔
ドラリーニョが見つけた本から興味本位で呼び出した悪魔。本編に登場した時空間生物とは違い、こちらは黒魔術で呼び出すオカルト的な悪魔である。ドラリーニョの魂を抜き取ろうとするも、ドラえもんの作戦に騙されて地獄に去る。しかし、そのことを忘れたドラリーニョにまた召喚されてしまった。
グレイ
養成学校一の乱暴者の狼型ロボット。パワーに加え、卑怯な手段を好む。カンフー大会で王ドラと戦い、「最強マイク」で自分を際限無く強化するも、そのパワーに身体が耐え切れず敗北する。
ネズミロボ学園の生徒
料理コンテストに出場したネズミ型のロボットたち。卑劣な性格で、ドラえもんズを妨害するばかりか、味が良くなる「味のもとのもと」を使って優勝しようと目論む。しかし審査員に道具を使ったことを見抜かれて失格となる。後にその腹いせにマタドーラとキッドが仲違いするように仕向けるも失敗する。なお、再登場した回の雑誌掲載時は「ネズミロボ学園」ではなく「悪党学園」と表記されていた。
エル・王キッドニコフリーニョえもん三世
寺尾台校長が造った世界最高のお世話ロボ。ドラえもんズ全員の能力の更に十倍を詰め込まれており、外見もドラえもんズ全員を合わせたようなもの（当時のドラえもんがキッドの帽子と空気砲、王ドラの拳法着、ドラリーニョの下半身、ドラニコフのマフラーと耳、マタドーラの首飾り、ドラメッドのターバンを身に着けた姿）。スポーツ万能、頭脳明晰で魔術もお手の物だが、欠点も全員分の十倍を持っており、もしドラニコフ同様に変身してしまうと「巨大な狼男になって空気砲を乱射してカンフーとサッカーで暴れる」という凄まじいことになってしまう。最終的には王ドラにマタドーラの欠点の一つ（シェスタ）を見破ったことでビッグライトで大きくした布団で眠りについた（王ドラも「これで当分目は覚まさないでしょう」と言っていた）。この時校長は「こいつらを元にしたのは間違いだった」と呟いていた。
てらお屋のマスター
寺尾台校長の弟で、大翼海岸の海の家「てらお屋」を経営している老人。校長曰く「ワシに似てナイスガイ」。アメリカかぶれの口調で話し、カッとなる度にかき氷を食べて頭痛を起こす癖がある。
ウシオ
大翼海岸でサーフィンをしている少年。乗り手の精神の波長と波の動きをシンクロさせる「サイコボード」を使う。3年前にサイコボードの開発者である父（てらお屋のマスターの弟子）が伝説の高波「ビッグウイング」に挑戦するも、そのサイコボードの事故で帰らぬ人となる。以来、父の夢を叶えるためにサイコボードでビッグウイングを攻略することを目指している。

## 単行本

### 本編
1. 1996年12月16日発売、ISBN 4-09-149301-7
2. 1996年12月16日発売、ISBN 4-09-149302-5
3. 1997年7月28日発売、ISBN 4-09-149303-3
4. 1998年6月28日発売、ISBN 4-09-149304-1
5. 1998年7月28日発売、ISBN 4-09-149305-X
6. 1999年6月28日発売、ISBN 4-09-149306-8
7. 1999年9月28日発売、ISBN 4-09-149307-6
8. 2000年6月28日発売、ISBN 4-09-149308-4
9. 2000年11月28日発売、ISBN 4-09-149309-2
10. 2002年1月28日発売、ISBN 4-09-149310-6
11. 2002年8月28日発売、ISBN 4-09-149691-1
12. 2002年9月28日発売、ISBN 4-09-149692-X

### ロボット養成学校編
1. 1999年5月28日発売、ISBN 4-09-149531-1
2. 2000年9月28日発売、ISBN 4-09-149532-X
3. 2003年1月28日発売、ISBN 4-09-149533-8